# مروان الشوربجي (لاعب إسكواش)
مروان الشوربجي هو لاعب اسكواش مصري محترف ولد بالإسكندرية في 30 يوليو 1993، مثل مصر في العديد من البطولات الدولية، وتم اعتباره المصنف رقم 7 على العالم في مايو 2016، فاز ببطولة العالم للناشئين عامي 2011 و2012 ليصبح ثالث لاعب في التاريخ يحصد البطولة مرتين.
حصل على لقب بطولة كأس جراسهوبر المقامة في مدينة زيورخ السويسرية خلال أبريل 2016 بعد فوزه على الفرنسي غريغوري غوتييه المصنف الثاني عالميًا.

## روابط خارجية
- مروان الشوربجي على موقع الاتحاد الدولي لمحترفي الاسكواش (مؤرشف) (الإنجليزية)
- مروان الشوربجي على موقع SquashInfo.com (الإنجليزية)